# سیمونا کاپارینی
سیمونا کاپارینی (ایتالیایی: Simona Caparrini؛ زادهٔ فلورانس) یک هنرپیشه اهل ایتالیا است. وی از سال ۱۹۹۰ میلادی تاکنون مشغول فعالیت بوده‌است.
از فیلم‌ها یا مجموعه‌های تلویزیونی که وی در آن نقش داشته است می‌توان به ایل پوستینو: پستچی و من و پسرم - ماجراهای جدید برای کمیسر ویوالدی اشاره کرد.